# Anna Sawicka
Anna Sawicka (Cracòvia, 1957) és una professora universitària i traductora polonesa, especialitzada en traduccions de novel·les del català al polonès.
Llicenciada en Filologia Hispànica i doctorada en Humanitats per la Universitat Jagellònica de Cracòvia, l'any 1994 arribà a Barcelona per un lectorat de tres anys, que va acabar allargant dos anys més i que li van permetre gaudir d'un contacte directe amb una llengua catalana. Actualment (2015), es dedica professionalment a la crítica i difusió de la literatura i la cultura catalanes com a professora de la Universitat Jaguellònica de Cracòvia, feina que compagina amb la de traductora. En reconeixement de la seva contribució a la promoció de la literatura catalana a l'estranger, l'any 2011 va rebre el XXIII Premi Josep M. Batista i Roca. Les veus del Pamano només és una de les moltes obres catalanes que ha traduït al polonès. L'any 2013 va traduir Jo confesso i aquest any 2015 Senyoria, les dues novel·les també de Jaume Cabré. A més, ha estat la traductora d'altres noms com Maria Àngels Anglada, Carles Batlle, Lluís-Anton Baulenas, Sergi Belbel, Josep Maria Benet i Jornet, Albert Sánchez-Piñol o Ramon Llull, entre d'altres.
Ha col·laborat amb diversos articles en revistes i obres col·lectives.
L'any 2018 va ingressar com a membre corresponent de la Secció Històrico-Arqueològica de l'Institut d'Estudis Catalans.